# Трећи пут
Трећи пут је израз који се користи за описивање једног дела политичких учења, која укључују мешавине левице и деснице. Често се поистовећује са тзв. центризмом. Трећи пут заступници најчешће описују као надмоћан спој левице и деснице, а не као мешавину.
Трећи пут одбацује и лесе фер и социјализам. Углавном се усредсређује на технолошки развој, образовање и употребу напредних средстава за решавање тешкоћа са којима се држава суочава. Ово учење има највећи утицај у нордијским земљама.
Трећи пут, за разлику од претходна два, које карактерише снажан појединац и просечан колектив, односно снажан колектив и просечан појединац, обједињује ова два пута у карактеристици снажан колектив и снажан појединац. Просечност се, у овом контексту, узима као нешто недовољно за генерисање здравих вредности.
Трећи пут је, што се одржања тиче, нестабилно политичко уређење, јер захтева стални технолошки, образовни и духовни развој. 